# Serrat del Tos
El Serrat del Tòs és un serrat del terme municipal de la Torre de Cabdella, a la comarca del Pallars Jussà. Pertanyia a l'antic terme de Mont-ros, fins a la fusió d'aquest municipi en el de la Torre de Cabdella.
Aquesta serra arrenca del nord-est del poble de Mont-ros, prop del lloc anomenat Portell de la Collada, on es troben el barranc del Ban amb el barranc dels Clotets, a 1.365 m. alt., i s'enfila cap al nord-est, en direcció a les Roques de Bernatxo, a m. alt. El lloc anomenat els Trifans, a 1.709,8 m. alt., és l'extrem nord-est d'aquest serrat.